# مارك غويو
مارك غويو باز (ولد في 4 يناير 2006) لاعب كرة قدم إسباني يلعب كمهاجم مع نادي تشيلسي في الدوري الإنجليزي.

## مسيرته مع الأندية
ولد في جرانوليريس في برشلونة بكاتالونيا، بدأ غويو مسيرته مع نادي بينيا سانت سيلوني، وهو نادي داعم لنادي برشلونة. انضم إلى برشلونة في موسم 2013–14 وتدرج عبر لا ماسيا واُستدعي لأول مرة للفريق الأول في يونيو 2023 للمباريات التحضيرية ضد سيلتا فيغو وفيسيل كوبي الياباني. ظهر غويو لأول مرة مع برشلونة ضد فيسيل كوبي حيث دخل كبديل في الشوط الثاني عن روبرت ليفاندوفسكي.
في 11 أكتوبر 2023، اُستدعي مرة أخرى للفريق الأول لمباراة في الدوري الإسباني ضد غرناطة، لكن لم يشارك في المباراة. في نفس الشهر، تم تسميته من قبل صحيفة الغارديان كواحد من أفضل اللاعبين المولودين في عام 2006 على مستوى العالم. في 22 أكتوبر، ظهر غويو لأول مرة في مباراة رسمية كبديل في الدقيقة 79، وسجل هدف الفوز بعد 23 ثانية من دخوله في المباراة التي انتهت بفوز 1-0 على أتلتيك بلباو. بعمر 17 سنة و291 يومًا، أصبح أصغر وأسرع لاعب يسجل هدفًا في أول ظهور له مع برشلونة في الدوري الإسباني.
ظهر غويو لأول مرة في دوري أبطال أوروبا بعد ثلاثة أيام بفوز الفريق 2-1 على شاختار دونيتسك. سجل هدفه الأول في المسابقة والثاني له هذا الموسم في 13 ديسمبر بخسارة الفريق 3-2 أمام رويال أنتويرب.